# 安原村 (香川県)
安原村（やすはらむら）は、香川県香川郡にあった村。

## 歴史
- 1890年2月15日 - 町村制施行に伴い、香川郡安原下村（やすはらしもむら）と東谷村（ひがしたにむら）が合併し、安原村が発足。
- 1956年9月30日 - 塩江村、上西村と合併し、塩江町となり消滅。
- 1956年10月25日 - 旧・東谷村、旧・安原下村の一部が塩江町から香川町へ移る。

## 人口
| \| 1920年（大正9年） \| 3,635人 \| \| \| 1925年（大正14年） \| 3,460人 \| \| \| 1930年（昭和5年） \| 3,440人 \| \| \| 1935年（昭和10年） \| 3,359人 \| \| \| 1940年（昭和15年） \| 3,169人 \| \| \| 1947年（昭和22年） \| 4,193人 \| \| \| 1950年（昭和25年） \| 4,214人 \| \| \| 1955年（昭和30年） \| 3,912人 \| \| |         |  |
| 総務省統計局 / 国勢調査（1955年） |         |  |
| 1920年（大正9年） | 3,635人 |  |
| 1925年（大正14年） | 3,460人 |  |
| 1930年（昭和5年） | 3,440人 |  |
| 1935年（昭和10年） | 3,359人 |  |
| 1940年（昭和15年） | 3,169人 |  |
| 1947年（昭和22年） | 4,193人 |  |
| 1950年（昭和25年） | 4,214人 |  |
| 1955年（昭和30年） | 3,912人 |  |